# Varsói gettófelkelés

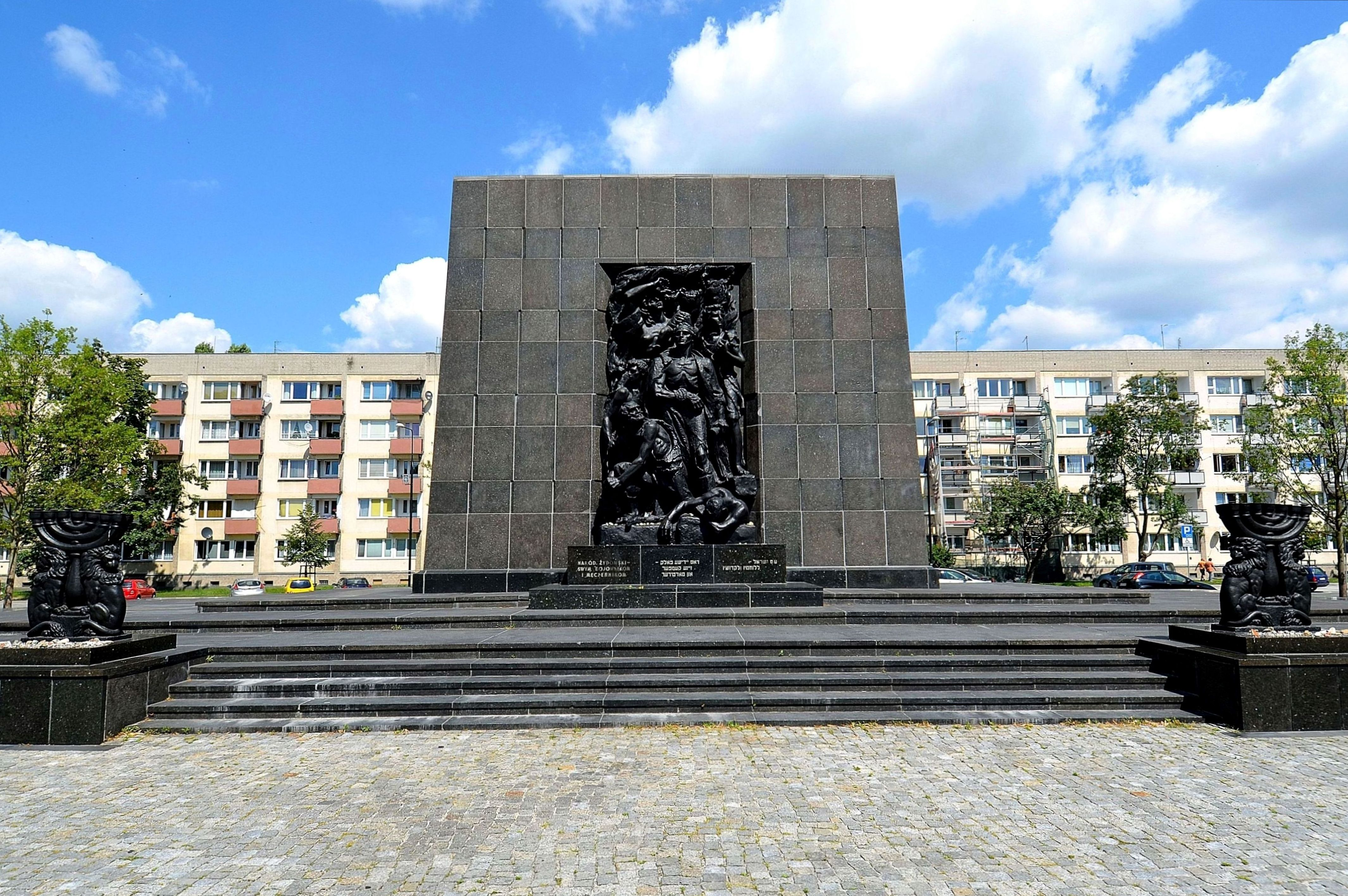
A gettófelkelés emlékműve Varsóban

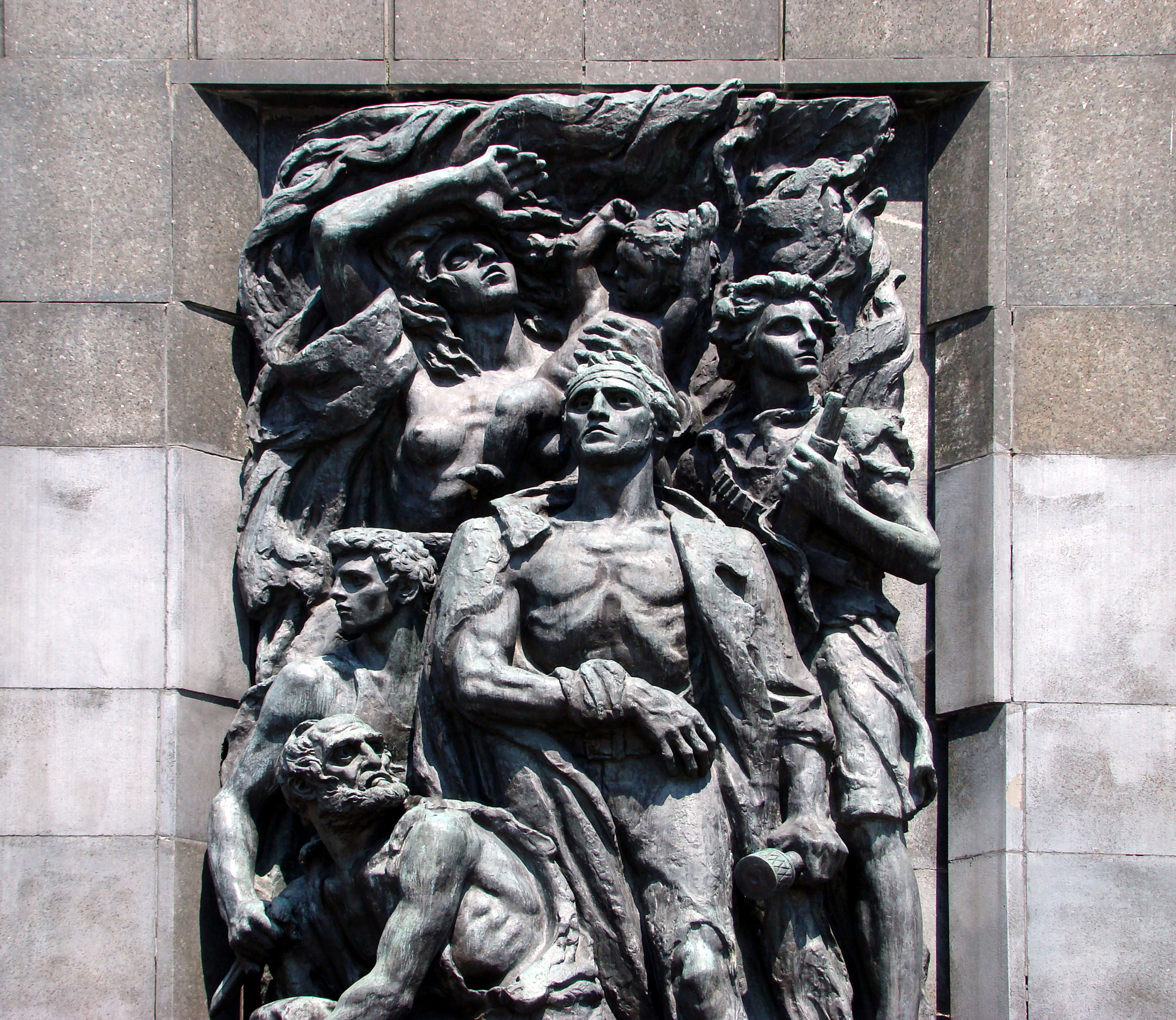
A hősök emlékművének központi része

Nem tévesztendő össze az 1944-es varsói felkeléssel.
A varsói gettófelkelés a varsói gettó területén tört ki a náci Németország által megszállt Lengyelországban 1943-ban, a második világháború alatt. Az ellenállás már a gettó tervezett felszámolását megelőzően, annak megakadályozásáért indult meg és hátráltatta a gettó kiürítését. Maga a felkelés 1943. április 19-én, pészah napján kezdődött, amikor a német SS erői megpróbáltak behatolni a gettóba, hogy megkezdjék a felszámolását. A zsidók szervezete úgy döntött, hogy ellenállnak, és a támadást visszaverték. Négy napon keresztül volt messziről látható az egyik házon a felkelők által kitűzött fehér-piros lengyel nemzeti és a Zsidó Katonai Unió kék-fehér zászlaja.
A felkelés május 16-ig tartott, és az alig felfegyverzett és utánpótlást nélkülöző ellenállás teljes felszámolásával végződött. A varsói gettófelkelés az első tömeges megmozdulás volt a náci megszállás ellen Európában.
2023. április 19-én Varsóban a német, az izraeli és a lengyel államelnök együtt vett részt a felkelés 80. évfordulója alkalmából tartott megemlékezésen.